# Dick Cavett
Richard Alva Cavett, detto Dick (Gibbon, 19 novembre 1936), è un conduttore televisivo, scrittore e comico statunitense. 
Noto come celebre personalità televisiva negli Stati Uniti, è un ex conduttore di talk show. Apparve alla televisione statunitense a livello nazionale per cinque decenni consecutivi, dagli anni sessanta ai duemila. Il suo programma più celebre fu il Dick Cavett Show sul network ABC, andato in onda dal 1969 al 1974.
Tra i molteplici ospiti da lui intervistati nel corso degli anni, citiamo Salvador Dalí, Groucho Marx, Katharine Hepburn, Paul Newman, Alfred Hitchcock, George Harrison, Jimmy Hoffa, Robert Mitchum, Judy Garland, Marcello Mastroianni, Sophia Loren, Anthony Quinn, Marlon Brando, Ingmar Bergman, Jerry Lewis, Oscar Peterson, Janis Joplin, Gloria Swanson,Jimi Hendrix, Woody Allen, John Lennon & Yōko Ono.

## Biografia

### Inizi
Dick Cavett nacque nel Nebraska, ma le fonti differiscono circa la sua precisa città natale, indicata essere sia Gibbon, dove viveva la sua famiglia, sia la vicina Kearney, sito dell'ospedale più vicino. Lo stesso Cavett affermò di essere nato a Gibbon. La madre, Erabel "Era" (nata Richards), e il padre, Alva B. Cavett, erano entrambi insegnanti. Interrogato da Lucille Ball circa le sue origini durante il suo show, egli disse di essere "scozzese, irlandese, inglese, e possibilmente anche in parte francese, e [...] un po' tedesco". Il nonno materno era un ministro della chiesa battista. Dal punto di vista religioso, Dick Cavett si dichiara agnostico.
Quando aveva 10 anni, sua madre morì di cancro all'età di 36 anni. Il padre si risposò in seguito con Dorcas Deland, anch'essa insegnante. Da studente, Cavett condusse un programma radiofonico in diretta che andava in onda il sabato mattina, sponsorizzato dalla Junior League. Una delle sue compagne di classe al liceo era l'attrice Sandy Dennis. Alle superiori fu eletto presidente del consiglio di classe, e vinse una medaglia d'oro ai campionati regionali di ginnastica.
Prima di lasciare il college, lavorò come caddie al Lincoln Country Golf Club. Iniziò anche ad esibirsi in spettacoli di magia per 35 dollari a serata sotto la tutela di Gene Gloye. Nel 1952, Cavett partecipò alla convention International Brotherhood of Magicians svoltasi a St. Louis, Missouri, e vinse il trofeo come "Best New Performer". Nello stesso periodo, conobbe Johnny Carson.
Mentre frequentava la Yale University, recitò e diresse alcuni drammi teatrali per la radio del campus universitario, la WYBC.

### Carriera

#### The Tonight Show

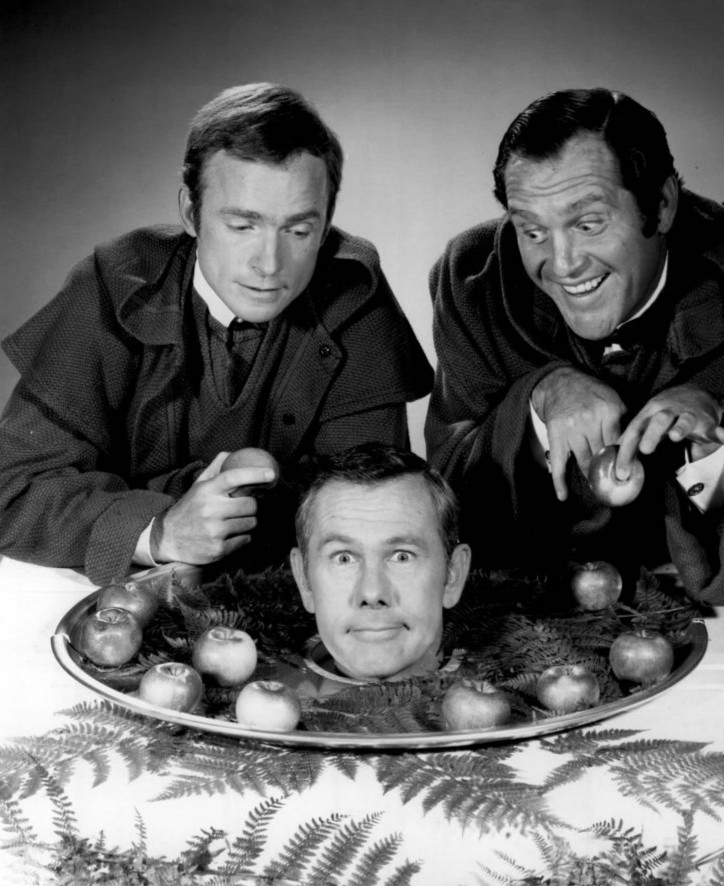
Cavett, Alan King e Johnny Carson nel 1968

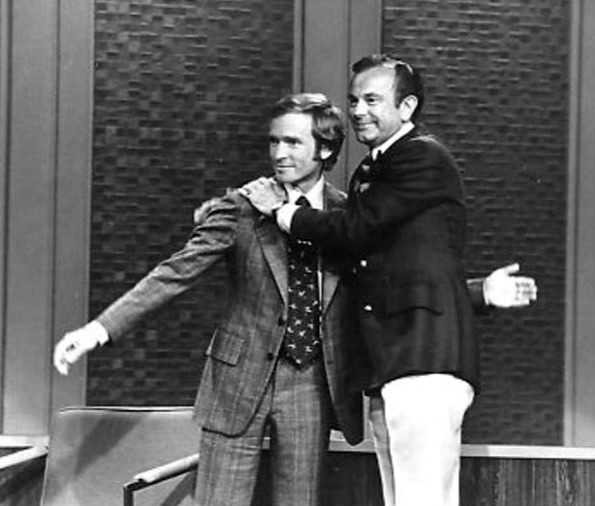
Dick Cavett e Jack Paar

Nel 1960, trasferitosi a New York, Cavett viveva in un appartamento di tre locali al quinto piano di un palazzo sulla West 89th Street a Manhattan. In questo periodo entrò nel cast di un film prodotto dal Signal Corps, ma senza sbocchi lavorativi ulteriori. Fece la comparsa al The Phil Silvers Show nel 1959, nello stesso anno recitò in DuPont Show of the Month, e nel 1960 in Playhouse 90.
Un giorno lesse un articolo di giornale circa Jack Paar, all'epoca conduttore del The Tonight Show. L'articolo descriveva la preoccupazione di Paar per i testi dei suoi monologhi d'apertura e la sua costante ricerca di nuovi autori. Quindi egli scrisse qualche battuta, le infilò dentro una busta del Time, e si recò all'RCA Building. Riuscì a contattare Paar e gli consegnò la busta. Poi si accomodò tra il pubblico in sala. Durante lo show, Paar utilizzò qualche battuta di Cavett. Poco dopo, Paar gli chiese di scrivergli altre battute. In poche settimane, Cavett fu assunto come autore. Nel 1961 debuttò davanti alle telecamere nel Tonight Show, recitando il ruolo dell'interprete di Miss Universo 1961, la tedesca Marlene Schmidt.
In qualità di autore e coordinatore di nuovi talenti per il The Tonight Show, Cavett venne mandato ad assistere a uno spettacolo di un giovane comico di nome Woody Allen in un nightclub, e i due strinsero amicizia in breve tempo. Il giorno successivo, si tenne la funzione funebre di George S. Kaufman, ma Allen non poté essere presente, e Cavett invece ci andò, e lì conobbe Groucho Marx, che poi lo invitò a cena. Anni dopo, Dick Cavett avrebbe presentato lo show An Evening with Groucho Marx alla Carnegie Hall, iniziando con il dire: «Non posso crederci che conosco Groucho Marx».
Cavett continuò a lavorare per il Tonight Show come autore quando Johnny Carson divenne il nuovo conduttore. Per Carson egli scrisse la battuta: "Essere tacciato di cattivo gusto da Dorothy Kilgallen è come essere criticato per il modo di vestire da Emmett Kelly." Dopo aver lasciato il The Tonight Show, Cavett scrisse qualche testo per il talk-show condotto da Jerry Lewis, che però ebbe vita breve.

#### Stand-up comedian
Nel 1964 tentò una breve carriera come comico presso il club "The Bitter End" nel Greenwich Village. Il suo manager era Jack Rollins, che in seguito divenne il produttore dei primi film di Woody Allen.
Si esibì in monologhi comici anche al "Mr. Kelly's" di Chicago e all'"Hungry i" di San Francisco. A San Francisco, conobbe Lenny Bruce, e divenne suo ammiratore.
Nei successivi due anni, partecipò come ospite anche a vari quiz in tv, incluso What's My Line?. Scrisse testi per Merv Griffin e apparve al talk show di quest'ultimo in varie occasioni, e poi anche al The Ed Sullivan Show. Nel 1968, Cavett fu assunto dalla ABC per presentare This Morning. Secondo il New Yorker, lo show era troppo sofisticato per un pubblico mattutino, e la ABC decise di spostarlo in prima serata, e poi in seconda serata in diretta competizione con il The Tonight Show di Johnny Carson.
Una volta Dick Cavett raccontò un aneddoto relativo a questo periodo della sua vita, quando mentre si trovava a cena con Marlon Brando in un ristorante, una fan scatenata approcciò entrambi offrendosi sessualmente. Nonostante l'avvenenza della ragazza, egli decise di non accettare l'offerta perché doveva ancora finire la zuppa.

#### The Dick Cavett Show

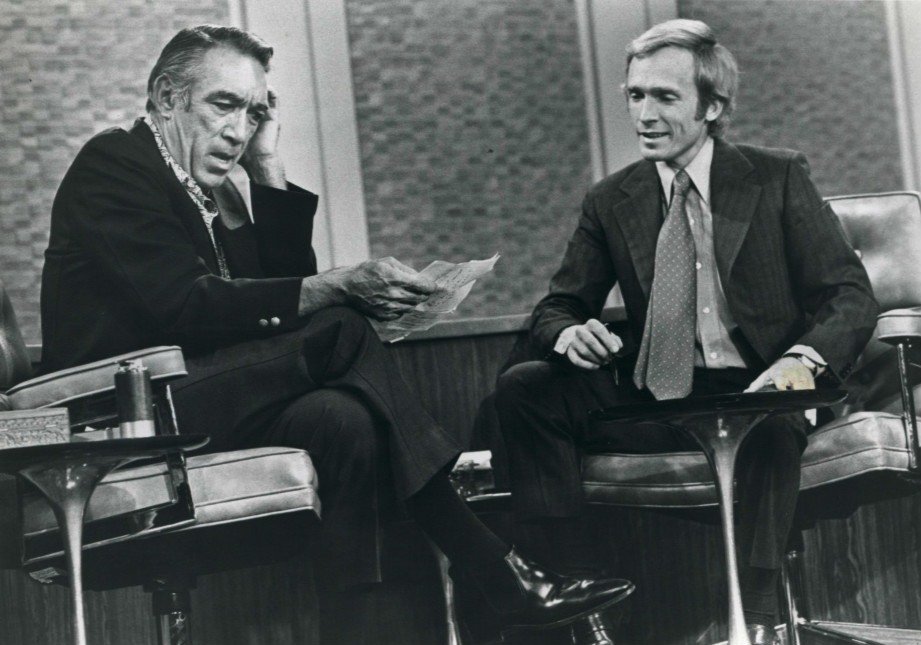
Insieme ad Anthony Quinn, 1971

Ad intermittenza fin dal 1968, Cavett condusse il suo proprio talk show, in vari format e su vari canali televisivi:
- ABC (1968–1974)
- CBS (1975)
- PBS (1977–1982)
- USA Network (1985–1986)
- Olympia Broadcasting (syndicated radio show, 1985–1989)
- ABC (1986–1987)
- CNBC (1989–1996)
- Turner Classic Movies (2006–2007)

Vinse tre premi Emmy su dieci nomination. Nel 1970, co-presentò la cerimonia dell'assegnazione degli Emmy (dalla Carnegie Hall di New York) insieme a Bill Cosby (dalla Century Plaza di Los Angeles).
Il suo talk show di maggior successo fu la versione del Dick Cavett Show andata in onda sulla rete ABC, dal 1969 al 1974. Sebbene il suo programma non avesse l'audience del The Tonight Show Starring Johnny Carson, rimase stabilmente al terzo posto nella classifica degli ascolti dietro Carson e Merv Griffin, guadagnandosi la reputazione di conduttore intelligente e garbato, e ricevendo critiche positive dalla stampa. In qualità di conduttore di talk show, Cavett ascoltava realmente i propri ospiti e li stimolava a conversazioni intellettuali di un certo livello. Spesso metteva a confronto ospiti dalle vedute politiche o sociali diametralmente opposte, come, ad esempio, Jim Brown e Lester Maddox.
Una puntata dello show del giugno 1971 vide un confronto tra il futuro senatore e candidato presidenziale John Kerry e il veterano John O'Neill, in un dibattito sulla guerra nel Vietnam. O'Neill era stato contattato dall'amministrazione Nixon per parlare a nome dei veterani del Vietnam e confutare gli argomenti di Kerry. Il dibattito si risolse in malo modo per i sostenitori della guerra, e il Presidente Nixon discusse della cosa nei nastri del Watergate, dove si può ascoltarlo dire: «Bene, c'è qualche modo per fotterlo [riferendosi a Cavett]? Voglio dire. Deve esserci qualche modo». H.R. Haldeman, capo dello staff della Casa Bianca, rispose: «Ci abbiamo già provato».
Cavett ospitò nel suo show anche numerosi musicisti, sia intervistandoli che facendoli esibire, come Oscar Peterson, David Bowie, Sly Stone, Jimi Hendrix, Janis Joplin, ma anche gli ex-Beatles George Harrison e John Lennon. Lennon in particolare, partecipò varie volte allo show insieme alla moglie Yōko Ono, e fece amicizia con Cavett, il quale accettò di fare un cameo nel film Imagine del 1972. Cavett testimoniò anche in favore di Lennon durante la sua lotta con l'autorità statunitense per l'immigrazione. Una scena tratta da un'intervista di Cavett a John Lennon tratta dal The Dick Cavett Show è sta rielaborata agli effetti speciali per il film Forrest Gump (1994).

### Altri lavori
Cavett ha scritto due libri con Christopher Porterfield: Cavett (1974), la sua autobiografia, e Eye on Cavett (1983). Attualmente scrive un blog, pubblicato dal The New York Times, intitolato Talk Show: Dick Cavett Speaks Again.
Apparve nel ruolo di se stesso in numerosi altri programmi televisivi, inclusi alcuni episodi delle sitcom La strana coppia, Cin cin, Kate & Allie, e I Simpson. Partecipò con dei cameo a vari film, recitò in Beetlejuice - Spiritello porcello di Tim Burton. Prese parte a quiz in televisione, come What's My Line?, To Tell the Truth, Password, The $25,000 Pyramid e nel 1988 fece un'apparizione a sorpresa a La ruota della fortuna (versione statunitense). Nel 1974, la compagnia di Cavett, Daphne Productions, co-produsse insieme alla Don Lipp Productions un gioco a premi sulla rete ABC, The Money Maze, che però durò solo poche puntate.
Fu la voce narrante nella serie di documentari HBO Time Was. Ogni puntata era dedicata a un decennio diverso, dal 1920 al 1980, e il programma andò in onda per sei mesi a partire dal novembre 1979. Sempre per la HBO, Cavett presentò la serie di documentari Remember When... che prendeva in esame i mutamenti sociali nella cultura americana del XX secolo.
Nell'aprile 1981, Cavett si recò a Stoccolma, in Svezia, per intervistare il gruppo musicale pop ABBA in occasione del decimo anniversario della band. Lo speciale, intitolato Dick Cavett meets ABBA, venne registrato dalla SVT e mandato in onda in Europa.
Dal novembre 2000 al gennaio 2002, svolse il ruolo di narratore a Broadway in occasione del revival di The Rocky Horror Show.

## Vita privata

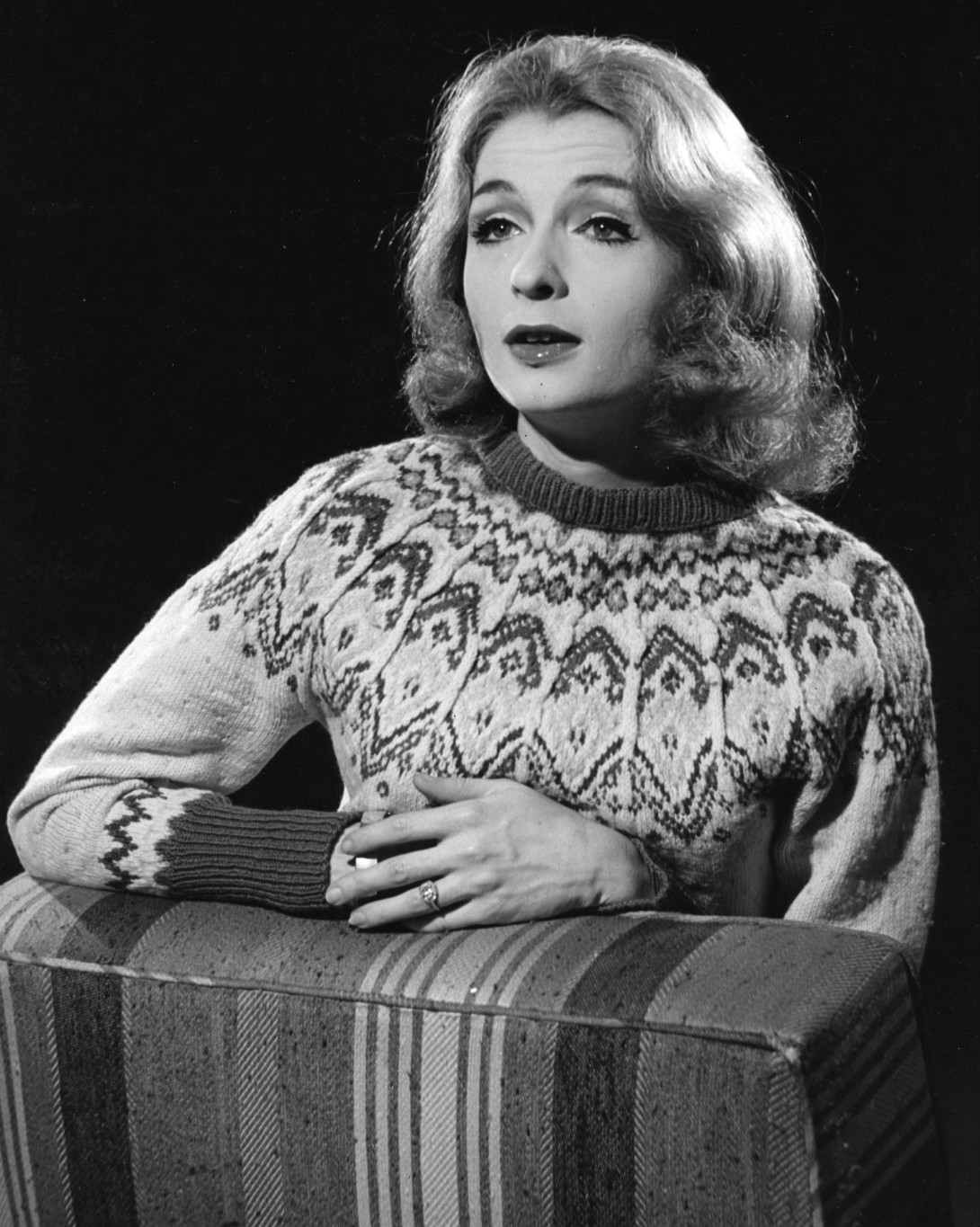
Carrie Nye, la prima moglie di Cavett

Mentre frequentava l'Accademia d'arte drammatica di Yale, Cavett conobbe la sua futura moglie, Caroline Nye McGeoy (conosciuta con il nome d'arte Carrie Nye), originaria di Greenwood, Mississippi. Dopo il diploma, i due recitarono insieme in qualche teatro del Massachusetts per la stagione estiva. Il 4 giugno 1964, si sposarono a New York. La coppia rimase insieme fino alla morte della Nye nel 2006.
Nel 2010, Cavett si è sposato con la scrittrice Martha Rogers a New Orleans, Louisiana. La coppia risiede a Montauk, New York.

### Depressione
Dick Cavett discusse sempre apertamente dei suoi problemi di depressione, malattia che lo afflisse già da giovane quando era studente a Yale. Secondo un'intervista pubblicata nel 1992 sulla rivista People, nel 1975 Dick contattò il dottor Nathan Kline per sottoporsi a una cura. Kline gli prescrisse degli antidepressivi, che furono di fondamentale importanza nel risolvere i suoi problemi.
Nel 1980 sperimentò il suo periodo di maggior stato depressivo. Mentre si trovava a bordo del Concorde prima del decollo, ebbe una crisi di panico e divenne molto agitato. Fatto scendere dall'aereo, venne portato al Columbia Presbyterian Hospital di New York, dove fu sottoposto a elettroshock. Riguardo a questo metodo di trattamento, Cavett ebbe a dire: «Nel mio caso, l'elettroshock fu miracoloso. Fu come una magia, mi fece tornare tra i vivi».
Nel 1997 Cavett fu citato in giudizio dal produttore James Moskovitz per non aver rispettato i termini del contratto non essendosi presentato in studio per registrare un programma radiofonico (chiamato anch'esso The Dick Cavett Show). Il suo avvocato, Melvyn Leventhal, dichiarò che all'epoca dei fatti Cavett soffriva di crisi maniaco-depressive e per questo non aveva potuto presenziare alla trasmissione. Il caso venne in seguito archiviato.

## Curiosità
- Cavett era presente quando l'attore Marlon Brando ruppe la mascella al fotoreporter Ron Galella il 12 giugno 1973. Galella aveva seguito Cavett e Brando fino al ristorante al termine della registrazione della puntata del The Dick Cavett Show a New York.[38]

## Filmografia

### Televisione
| Anno      | Titolo                                     | Ruolo                                                                    | Note                                         |
| --------- | ------------------------------------------ | ------------------------------------------------------------------------ | -------------------------------------------- |
| 1959      | The Phil Silvers Show                      | Studente                                                                 | Episodio: Bilko's Godson                     |
| 1959      | DuPont Show of the Month                   | Nd.                                                                      |                                              |
| 1960      | Playhouse 90                               | Nd.                                                                      | Episodio: The Hiding Place                   |
| 1960–1984 | The Tonight Show                           | Interprete di Marlene Schmidt / Conduttore ospite                        | Anche sceneggiatore                          |
| 1963      | The Jerry Lewis Show                       | Nd.                                                                      | Sceneggiatore                                |
| 1968–1986 | The Dick Cavett Show                       | Conduttore                                                               |                                              |
| 1971      | The Most Deadly Game                       | Se stesso                                                                | Episodio: I, Said the Sparrow                |
| 1972      | Due onesti fuorilegge                      | Sceriffo                                                                 | Episodio: 21 Days to Tenstrike               |
| 1975      | La strana coppia                           | Se stesso                                                                | Episodio: Two Men on a Hoarse                |
| 1975      | Feeling Good                               | Se stesso                                                                | Show della PBS sulla salute e la nutrizione  |
| 1981      | Dick Cavett meets ABBA                     | Se stesso                                                                | Coproduzione Sveriges Television (SVT) e ZDF |
| 1983      | Ai confini della notte                     | Moe Everhardt                                                            |                                              |
| 1983      | Cin cin                                    | Se stesso                                                                | Episodio: They Called Me Mayday              |
| 1984      | Hotel                                      | Se stesso                                                                | Episodio: Outsiders                          |
| 1986      | Kate & Allie                               | Se stesso                                                                | Episodio: High Anxiety                       |
| 1987      | Storie incredibili (serie televisiva 1985) | Se stesso                                                                | Episodio: Lo specchio                        |
| 1988      | Destini                                    | Oliver Twist (mago/ipnotizzatore, non il personaggio di Charles Dickens) |                                              |
| 1990      | True Blue                                  | Nd.                                                                      | Episodio: Blue Monday                        |
| 1995      | I Simpson                                  | Se stesso                                                                | Episodio: Homer il clown                     |
| 2011      | Bored to Death - Investigatore per noia    | Se stesso                                                                | Episodio: The Black Clock of Time            |
| 2012      | Are We There Yet?                          | Harold Bradlee                                                           | Episodio: The Spelling Bee Episode           |
| 2012      | Gossip Girl                                | Se stesso                                                                | Episodio: Con Heir                           |
| 2016      | Childrens Hospital                         | Se stesso                                                                | Episodio: Show Me a Hero                     |

### Film
| Anno | Titolo                                | Ruolo             | Note            |
| ---- | ------------------------------------- | ----------------- | --------------- |
| 1972 | Imagine                               | Se stesso         | Cameo           |
| 1977 | Io e Annie                            | Se stesso         | Cameo           |
| 1980 | Simon                                 | Se stesso         | Cameo           |
| 1980 | Health                                | Se stesso         | Cameo           |
| 1981 | Ricche e famose                       | Se stesso         | Non accreditato |
| 1983 | Parade of Stars                       | Fred Allen        |                 |
| 1987 | Nightmare 3 - I guerrieri del sogno   | Se stesso         | Cameo           |
| 1988 | After School                          | Se stesso         | Cameo           |
| 1988 | Il dittatore del Parador in arte Jack | Se stesso         | Cameo           |
| 1988 | Beetlejuice - Spiritello porcello     | Bernard           |                 |
| 1991 | L'anno del terrore                    | Ben Gershon       |                 |
| 1993 | Barbarians at the Gate                | Se stesso         | Film tv         |
| 1994 | Forrest Gump                          | Se stesso         | Cameo           |
| 1995 | Apollo 13                             | Se stesso         | Cameo           |
| 1996 | Good Money                            | Doug              |                 |
| 1997 | Elvis Meets Nixon                     | Narratore         |                 |
| 2000 | Frequency - Il futuro è in ascolto    | Se stesso         | Cameo           |
| 2000 | Behind the Seams                      | Detective         |                 |
| 2005 | Il coraggio di cambiare               | Fred              |                 |
| 2011 | Excuse Me for Living                  | Reverendo Pilatus |                 |
| 2012 | Driving Me Crazy                      | Mr. Johnson       |                 |
| 2014 | River of Fundament                    | Wake Guest        |                 |